# Gwendalina
Gwendalina, Gwendolina – imię żeńskie pochodzenia walijskiego, oznaczające "biały pierścień", złożone z elementów gwen – "biała, prawidłowa, błogosławiona" i dolen – "pierścień". Patronką tego imienia jest św. Gwendalina (VI wiek). Zdrobnieniami imienia są Gwen, Winnie i Wendy.
Gwendalina imieniny obchodzi 14 października.

## Znane osoby
- Gwendolyn Brooks